# Depois a Louca Sou Eu
Depois a Louca Sou Eu é um filme de comédia dramática brasileiro de 2021 dirigido por Júlia Rezende e escrito por Gustavo Lipsztein. Trata-se  de uma adaptação do best-seller homônimo de Tati Bernardi. Produzido pela Morena Filmes, o filme acompanha o dia a dia de uma publicitária com fortes crises de ansiedade e fobia social. É protagonizado por Débora Falabella, co-protagonziado por Yara de Novaes e Gustavo Vaz, e conta ainda com as participações de Débora Lamm, Elizângela e Cristina Pereira.
Depois a Louca Sou Eu estreou na Mostra Internacional de Cinema de São Paulo em 21 de outubro de 2019 e foi lançado no Brasil somente em 25 de fevereiro de 2021 pela Downtown e Paris Filmes. O filme registrou um modesto desempenho comercial, ocupando a quinta posição no ranking de filmes mais assistidos no Brasil em seu final de semana de estreia, e foi recebido com críticas mistas e positivas por parte dos críticos especializados.
Na 21.ª edição do Grande Otelo, promovida pela Academia Brasileira de Cinema, o filme recebeu três indicações, incluindo as categoria de Melhor Longa-metragem de Ficção e Melhor Longa-metragem de Comédia, além da nomeação de Débora Falabella na categoria de Melhor Atriz.

## Sinopse
Dani (Débora Falabella) é uma jovem publicitária que lida desde sua infância com crises de ansiedade. Já adulta, ela recorre a várias alternativas de terapias e medicamentos para lidar com esse problema e todos ao seu redor, incluindo sua mãe superprotetora Sílvia (Yara de Novaes).

## Elenco
- Débora Falabella como Dani
- Yara de Novaes como Sílvia
- Gustavo Vaz com Gilberto
- Rômulo Arantes Neto como Kadu
- Cristina Pereira como Nona
- Débora Lamm como Consteladora
- Elizângela como Magda Soares
- Evandro Mesquita como apresentador do Johnny Show
- Duda Batista como Dani (criança)
- Beatriz Oblasser como Dani (adolescente)

## Produção
O filme é uma adaptação do livro de mesmo nome escrito por Tati Bernardi e lançado em 2016. A adaptação para roteiro cinematográfico é assinada por Gustavo Lipsztein. A direção é de Júlia Rezende, sendo esse o seu sétimo longa-metragem. O filme é produzido por Mariza Leão, da Morena Filmes, e conta com coprodução dos estúdios Miravista e da Globo Filmes.
Essa é a terceira parceria nos cinemas entre a cineasta Júlia Rezende e a escritora Tati Bernardi. Anteriormente, elas haviam trabalhado juntas na franquia Meu Passado me Condena, composta por dois filmes, lançados em 2013 e 2015, e uma série produzida pelo canal Multishow. Em coletiva de imprensa, a diretora comentou sobre a adaptação do roteiro: "O livro tem uma personagem bem definida que passa por muitas situações diferentes – não é uma narrativa linear, com começo, meio e fim. Nosso roteirista construiu um roteiro vertiginoso, frenético em muitos momentos. Foi muito desafiador adaptar aquele texto para o cinema, apesar dele já propor algumas linguagens e caminhos possíveis".
As gravações ocorreram ao longo de sete semanas e foram iniciadas em 12 de março de 2019. Ao todo, o filme contou com mais de 70 locações espalhadas pelas cidade de São Paulo e Rio de Janeiro. Algumas das locações usadas incluem o bairro do Alto da Boa Vista, Laranjeiras e Praia de Grumari, no Rio de Janeiro; em São Paulo, ocorreram em locais como o Bar Tokyo, a Livraria Comendador, em bairros como Higienópolis e Jardins Paulista.

## Lançamento
Inicialmente, a produção tinha data de estreia marcada para abril de 2020, mas com a pandemia de COVID-19 teve seu lançamento adiado para 25 de fevereiro de 2021. Com isso, antes da estreia, a produção criou o spin-off Diário de Quarentena, em formato de web-série, mostrando como Dani lidou com sua ansiedade no contexto de isolamento social.

## Recepção

### Bilheteria
Em seu final de semana de estreia, entre 25 e 28 de fevereiro de 2021, o filme ocupou a quinta posição entre os filmes mais assistidos nos cinemas brasileiros. Nesse período, o filme arrecadou cerca de R$ 154,5 mil. Ao todo, Depois a Louca Sou Eu registrou um público estimado em 29 mil espectadores. Mesmo com as limitações de distribuição e impostas pela pandemia de COVID-19, o filme se manteve como um dos produtos do audiovisual nacional mais assistidos do ano de 2021.

### Crítica

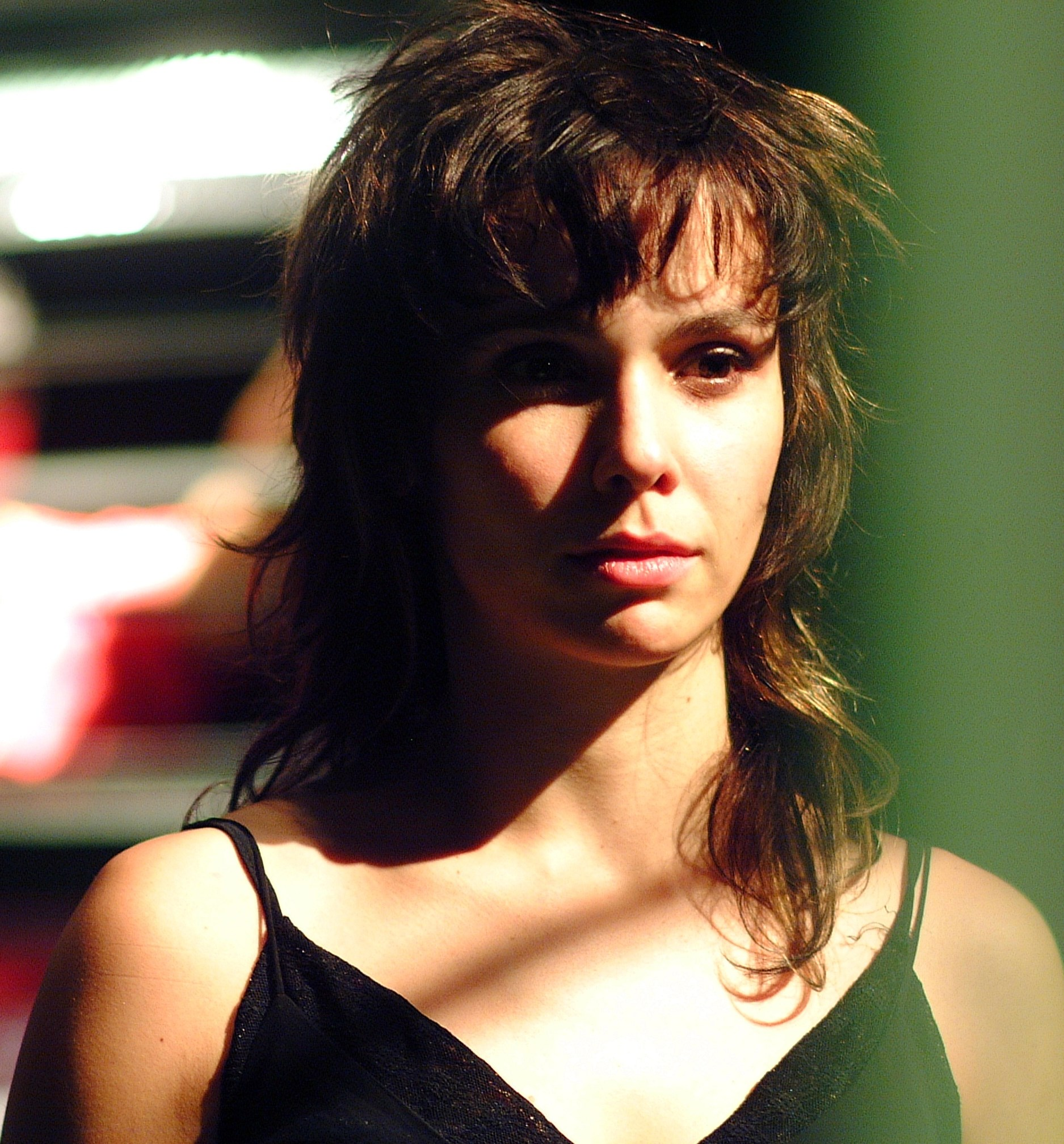
O desempenho de Débora Falabella foi bastante elogiado pela crítica e lhe rendeu uma indicação ao Grande Otelo de Melhor Atriz pela Academia Brasileira de Cinema.

Depois a Louca Sou Eu gerou uma repercussão mista entre os críticos de cinema. Em geral, o filme foi elogiado pela maneira cômica de tratar a ansiedade e o desempenho do elenco, sobretudo de Débora Falabella, recebeu aclamação. Entre os usuários do website agregador de notas IMDb, em 16 de março de 2021, o filme obtinha uma nota média de 6,6 de 10 pontos com base em 11 avaliações.
Bárbara Demerov, em sua crítica para o website AdoroCinema, avaliou o filme com 3,5 de 5 estrelas (), o que o classifica como "Bom". Segundo sua resenha, a interpretação de Débora como a publicitária Dani é capaz de despertar sentimentos incômodos em boa parte do filme, ressaltando-o como um ponto positivo. Ela destaca que a direção de Júlia Rezende também é um dos pontos positivos no filme, proporcionando um "toque feminino" que é crucial para o tom de algumas cenas. Ela conclui sua crítica escrevendo que o filme "possui muitas características da comédia romântica que recaem em clichês do gênero, como o namoro que vai e vem e a escolha pela carreira acima de tudo – além de outros fatores que acontecem rápido demais apenas para construir mudanças de rumo. Contudo, é na relação entre mãe e filha que o filme ganha seu caráter realístico: no fim das contas, o filme fala sobre uma filha que ainda não saiu debaixo das asas da mãe, e vice-versa. É de uma sensibilidade marcante o fato da história se manter sempre focada nas raízes da protagonista, pois é somente neste lugar simbólico que ela poderá se soltar de suas amarras."
Escrevendo para o website Cinema com Rapadura, Denis Le Senechal Klimiuc também destacou a performance de Débora Falabella como um dos pilares que sustentam o desempenho do filme. O crítico fez uma avaliação positiva do filme, o pontuando com uma nota de 8.5 de 10. Ele comparou o tom do filme e o enredo com as obras do cineasta norte-americano Woody Allen, conhecido por retratar a vida de mulheres que lidam com assuntos complexos. Para ele, o filme "renova os votos do espectador com a comédia brasileira, que havia ficado em torpor até o surgimento desta obra. Além disso, vale pela incursão à mente de Bernardi, sempre divertida e objetiva, combinada ao talento de Falabella. Uma comédia divertida e maluca, sem dúvida, mas necessária."
Lucas Salgado, crítico do website CinePOP, também avaliou o filme positivamente. Ele pontuou que Débora Falabella foi a escolha perfeita para interpretar a protagonistas e ressaltou o bom desempenho da atriz nas cenas de humor e, principalmente, nas cenas de mais dramáticas. Inclusive, o mesmo destacou a mescla do drama com o humor como um ponto fundamental para o funcionamento do roteiro. Ele escreveu que Depois a Louca Sou Eu é um "retrato bem-humorado dessa 'geração rivotril'. Tem o mérito de não fazer apologia ao uso de medicamentos de tarja preta, mas talvez minimize um pouco o impacto dos mesmos para fazer rir. A relação de Dani com a mãe também gera boas risadas, mas a repetição de situações acaba prejudicando um pouco a dinâmica. Ainda assim, estamos diante de uma obra interessante e envolvente."

## Prêmios e indicações
| Ano  | Associações                        | Categoria                          | Recipiente(s)         | Resultado |
| ---- | ---------------------------------- | ---------------------------------- | --------------------- | --------- |
| 2021 | Séries em Cena Awards              | Melhor Filme Nacional do Ano       | Depois a Louca Sou Eu | Indicado  |
| 2021 | Séries em Cena Awards              | Melhor Atriz Nacional em Filme     | Débora Falabella      | Indicado  |
| 2021 | Séries em Cena Awards              | Melhor Ator Nacional em Filme      | Gustavo Vaz           | Indicado  |
| 2022 | Festival Sesc Melhores Filmes      | Melhor Filme Nacional              | Depois a Louca Sou Eu | Indicado  |
| 2022 | Festival Sesc Melhores Filmes      | Melhor Atriz Nacional              | Débora Falabella      | Indicado  |
| 2022 | Grande Prêmio do Cinema Brasileiro | Melhor Longa-metragem de Ficção    | Depois a Louca Sou Eu | Indicado  |
| 2022 | Grande Prêmio do Cinema Brasileiro | Melhor Longa-metragem de Comédia   | Depois a Louca Sou Eu | Venceu    |
| 2022 | Grande Prêmio do Cinema Brasileiro | Melhor Atriz                       | Débora Falabella      | Indicado  |
| 2022 | Prêmio ABRA de Roteiro             | Melhor Roteiro de Filme de Comédia | Gustavo Lipsztein     | Indicado  |